# فکس

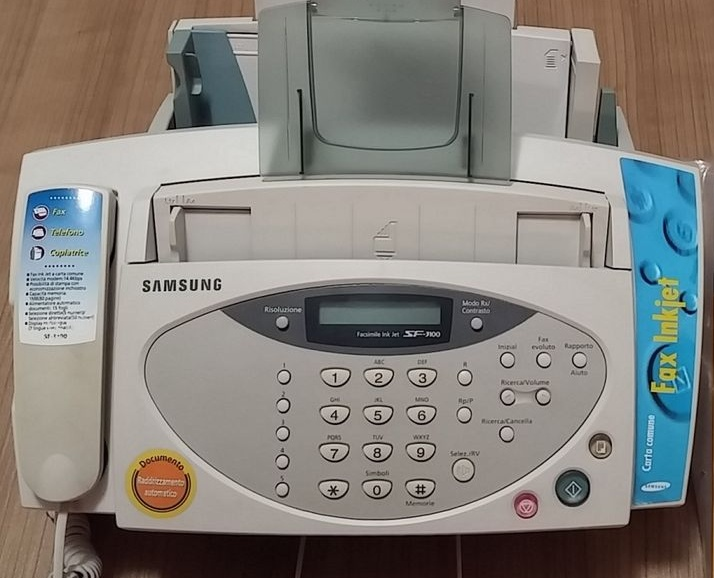
دورنگار

فکس (به انگلیسی: Fax)، دورنگار یا نَمابَر تصویری از یک مدرک (یک یا چند صفحه متن یا تصویر) را به دستگاه فکسِ دیگر می‌فرستد. این دستگاه تصویر مدارک فرستاده شده توسط دستگاه‌های فکسِ دیگر را هم چاپ می‌کند. ماشینی که تصویر را می‌فرستد الگوی نقاط روشن و تاریکِ مدرک را به سیگنالِ الکتریکی تبدیل می‌کند. این سیگنال از طریق شبکه تلفن به دستگاه گیرنده می‌رسد که سیگنال را به صورت اولیه‌اش برمی‌گرداند. بعضی از دستگاه‌های فکس یک گوشیِ تلفن هم دارند که با آن می‌توان با شخصی که با دستگاه دیگر کار می‌کند صحبت کرد. به مدارکی که ارسال می‌شوند فکس می‌گویند.

## فرستادن مدرک
پس از اینکه با دستگاه فرستنده شماره تلفن دستگاه گیرنده گرفته شد و دستگاه گیرنده جواب داد، دستگاه فرستنده شروع به اسکن کردن مدرک کرد؛ یعنی هر لحظه قسمت کوچکی از آن را از مقابلِ ردیفی از صدها حسگر الکترونیکی ریز می‌گذرانند. لامپی روی این مدرک نور می‌اندازد. هربار که مدرک اندکی حرکت می‌کند، حسگرها نشان می‌دهند که کدام بیت‌های مدرکِ قرار گرفته زیر ردیف حسگرها نور را باز می‌تابانند (و روشن اند) و کدام بیت‌ها نور را باز نمی‌تابانند (و تاریک اند). دستگاه فکس سیگنال‌های حاصل از سیگنال‌ها را به خط تلفن می‌فرستد. به این طریق الگوی تاریک و روشن مدرک را به دستگاه گیرنده می‌فرستد. وقتی آخرین صفحه مدرک فرستاده شد، دستگاه خط تلفن را قطع می‌کند تا تماس پایان یابد.

## دریافت مدرک
دستگاه فکس گیرنده سیگنال‌ها را، به صورت یک خط در هر لحظه، از دستگاه فرستنده دریافت می‌کند. دستگاه گیرنده این سیگنال‌ها را به ردیفی از عناصر گرم‌کننده می‌فرستد. به ازای هر حسگر نوری ماشین فرستنده، یک عنصر گرم‌کننده در دستگاه گیرنده وجود دارد. جاهایی که مدرک اصلی تاریک بوده عنصر گرم‌کننده روشن می‌شود و جاهایی که مدرک اصلی تاریک بوده عنصر گرم‌کننده روشن و جاهایی که مدرک روشن بوده عنصر گرم‌کننده خاموش می‌شود.
کاغذ حساس به گرما (که کاغذ گرمایی خوانده می‌شود) از روی این عناصر گرم‌کننده عبور می‌کند و جاهایی که این عناصر خاموش اند، کاغذ سیاه می‌شود. به تدریج الگوهای روشن و تاریکِ مدرک اصلی روی کاغذ رسم می‌شود. بعضی از دستگاه‌های فکس جدید می‌توانند مدارک دریافت شده را به جای کاغذ گرمایی روی کاغذ معمولی چاپ کنند.

## فکس‌های کامپیوتری
می‌توان مدار الکترونیکی کوچکی به کامپیوتر شخصی اضافه کرد که به کامپیوتر امکان دهد به صورت دستگاه فکس عمل کند. به این صورت می‌توان متن و تصویرهای موجود در کامپیوتر را به دستگاه فکسِ دیگری فرستاد یا متن و مدارکی را که روی صفحه نمایش کامپیوتر ظاهر می‌شود دریافت و در حافظه کامپیوتر ذخیره کرد یا آن را به کمک چاپگر کامپیوتر چاپ کرد.

## فکس اینترنتی
فکس اینترنتی که به عنوان فکس ابری یا فکس آنلاین هم شناخته می‌شود، یک شیوه ارسال و دریافت فکس از طریق اینترنت است که شما را از خرید دستگاه فیزیکی فکس و خرید شماره تلفن  بی‌نیاز می‌سازد. این شیوه ارسال فکس اکنون در ایران بسیار رایج شده است.

## تاریخچه
الکساندر بین مخترع اسکاتلندی روی دستگاه‌های مکانیکی از نوع فاکس شیمیایی کار می‌کرد و در سال ۱۸۴۶ توانست در آزمایشگاه علائم گرافیکی را تولید کند. وی حق ثبت اختراع بریتانیا ۹۷۴۵ را در ۲۷ مه ۱۸۴۳ برای «چاپ الکترونیکی تلگراف» دریافت کرد. فردریک باکویل چند تغییر در طراحی Bain ایجاد کرد و یک دستگاه تله فکس را به نمایش گذاشت. Pantelegraph توسط فیزیکدان ایتالیایی به اسم جیووانی کاسلی اختراع شد.وی اولین سرویس تلفکس تجاری بین پاریس و لیون را در سال ۱۸۶۵ -حدود ۱۱ سال قبل از اختراع تلفن- معرفی کرد.